# Gullestrup
Gullestrup – miasto w Danii, w regionie Jutlandia Środkowa, w gminie Herning.